# オモチャキッド
オモチャキッドは、日本の企業・アドベンチャー（現・株式会社ボッケモンプロ）が制作し、鹿児島で活躍するローカルヒーロー。ただし製作者はローカルヒーローではなくインディーズヒーローと語っていた。
2004年4月7日からMBC南日本放送で第1期にあたるオモチャキッドが、2005年4月19日からは第2期にあたるオモチャキッドDX（デラックス）がテレビ放送された。
キャッチコピーは「オモチャ…それは心に掛かったひとすじの虹!」「遊びは子供の仕事だぜ!」。
本項では、オモチャキッドDXについても併せて解説する。

## 概要
玩具のリサイクル運動を目的に誕生した企画。ショーの際には『おもちゃ回収所』やオモチャを交換もできる『おもちゃバザー』を設け、リサイクルしたオモチャを児童養護施設などの子供に届ける活動などを行った。
2002年に鹿児島に住む5人のメンバーによってオモチャキッドが制作され、2003年5月に地元の草牟田公民館で初めてショーを行ったのを皮切りに、ショーなどの活動を開始。2003年8月24日に鹿児島讀賣テレビで放送された24時間テレビ 「愛は地球を救う」第26回のステージでもショーを行い生放送され、放送前に募金を呼びかけていた様子も放送された。協力者も次第に増え、主題歌もでき、キャラクターが次々に増え、各自治体の大規模な行政イベントにもタイアップされるようになった結果、テレビ未放送のパイロットフィルム制作を経て2004年にはテレビ放送も開始された。2004年4月7日からは隔週水曜日の10時25分から10時30分、2005年3月29日に放送された第1期最終話からは隔週火曜日の15時50分から15時55分に放送されている。2005年4月からは、続編『オモチャキッドDX』として放送された。2004年10月には韓国の全国テレビ放送韓国MBCにおけるゴールデンタイムのバラエティ番組で、番組や現場の密着取材などが約20分に渡り紹介された。
電波が商品なテレビ局にとって、通常、番組にはスポンサーと代理店を付けなければならないのだが、企画立上げ当初からの南日本放送の厚意により、日本で初めてCMスポンサーが無いまま無償で放送枠を提供され完全自主制作の特撮ヒーロー番組として2年に渡り放送された。隔週5分間枠で、放送時間は実質3分間の番組として地上波テレビにおいてレギュラー放送された。スタッフによる自費制作で制作資金がほぼゼロのため、資金やスタッフにおけるスケジュール問題など、紆余曲折しつつ制作され、第1期の地上波放送では基本的に1話を2回、もしくは4回に分け、複数週にわたって放送していた。
企画・製作は、鹿児島のローカルヒーロー薩摩剣士隼人も手がけている鹿児島のイベント会社兼、着ぐるみ制作会社「アドベンチャー」。企画、キャラクターデザイン、スーツやコスチュームの製作、造型、アクション、演出、脚本、音楽、テーマソング、撮影、編集、CGの全てを鹿児島に住む人間が行っている。第1期オモチャキッドの監督は総集編までの第1から第8話を外山雄大が行い、それ以降は、映像集団「ZEST」 、鹿児島のCMなどを多数手がける「長野泰英」、「浜崎博文」に加え、鹿児島で学生だったメンバーにより制作され、メンバーの岩崎裕行が映画「ローカル・ヒーロー/夢に生きた男」からヒントを得て、作品の予告編で「闘え!ぼくらのローカルヒーロー」というキャッチコピーを使用した1984年の特撮映像作品『爆煙仮面カゴシマン』や、1996年に自主制作された映画のウルトラマン『鹿児島の民家に帰ってきたウルトラマン』などを制作した「鹿児島特撮映像研究団体」を含めた5人が持ち回りで各エピソードごとに行い撮影された。第1期が複数の監督による撮影と、企画意図の説明不足、認識不足もあり、一貫性のない内容になった反省を踏まえ、オモチャキッドDXからは制作会議で展開、方向性を突き詰め企画制作チームを1つにして制作された。
全体的にコメディータッチな作風だが戦争の悲惨さを訴えかけるような内容の第1期第13、14話や、物の大切さを描いたDX10話などテーマ性を盛り込んだ話も製作されている。
ショーの会場では主催者側の協力を得られる限り家庭で不要になったオモチャの回収所を設け、集められたオモチャをアドベンチャーの工場へ持ち帰り、再利用可能なものを分別して修理、洗浄。新しく生まれ変わったオモチャは児童養護施設などにおけるクリスマス会会場などで、自分の好きなようにオモチャを手に入れ遊ぶことができない境遇の、次に遊んでくれる子供たちのところにオモチャキッドが直接手渡している。オモチャのリサイクル活動は、玩具店において知り合った仲間で不要になったオモチャのリサイクル回収、オークション、販売を行うグループ『おもちゃマーケット』と一緒に行っている。 
制作スタッフブログや番組解説ブログも開設された。公式ホームページも設けられ、ストーリー紹介、キャラクター紹介、イベントの模様を簡易的に写真や映像で紹介する「活動内容」、予告映像、番組CM、番組オープニング映像、DX本編の映像配信、2004年の夏休みスペシャルで放送された「ヨーヨー教室」と「オモチャキッドの活躍」の映像配信、キャラクターソング、キャラクターのアイコン、エキストラ募集のお知らせ、PC用壁紙、携帯用待ち受けコレクション、オモチャキッドたちのなりきりお面データ、ガリタンクやカミパンダーの紙工作データ、原田英樹によるデザイン・シナリオから完成までの制作過程や番組に登場していない幻のキャラクターなど新企画や秘密資料の未公開マル秘ファイルを紹介する「スペシャル」、公式掲示板など、内容も充実していたが、現在公式ホームページは閉鎖されている。
2016年からは、オモチャキッドらが登場する格闘ゲーム「薩摩剣士隼人ボッケモンバトラーズ2」に関連したイベント「サツマ・ウォー」への出演を機に、再び各イベントなどに出演している。

### 企画の経緯
宮崎に生まれ鹿児島で育ち、幼いころに、昆虫、ネッシー、ツチノコ、ゴジラ、仮面ライダー、ウルトラマンの怪獣にのめり込みつつ、背中にチャックがあることも理解していたため、むしろ制作側に興味を持ち、小学生のころには、放送される番組テロップから監督や脚本家を見て特撮番組を批評したり、幼稚園に入るころから入社したいと志望していた円谷プロダクションに入社を希望する電話をかけたりするほどの情熱を持つ一方、怪獣を皆殺しにする正義のヒーローは嫌いだった監督の外山雄大が、子供のころからずっと疑問に思っていた「怪獣や怪人たちはヒーローたちから、なぜ抹殺されなければならないのか。戦わず理解しあえる方法があるはず」という考えから、自分が造るなら唯一無二の正義よりも、物事を楽しみ仲良く生きることの素晴らしさを伝えたいという想いで、長い構想を経て誕生した。
中学生の外山が、週刊少年ジャンプで連載されていたウイングマンを読み、はじめてヒーローの魅力に気付き、趣味でウイングマンの着ぐるみを制作して友人とヒーローの真似事を教室で披露したことで、次第に増えた仲間と学校でヒーローの芝居を行ったことが評判となり、町内会の夏祭りに呼ばれるようになったことが、制作に繋がる要因にもなった。高校生になった外山が、東映系のイベント会社で仮面ライダーショーのアルバイトを行ってアクションの立ち回り、構成、造型を勝手に学び、実際に行うショーの脚本も書かせてもらう傍らアルバイトで稼いだ資金で、自作のコスチュームによる独自のヒーロー『流星戦士ライナー』のショーを行い、鹿児島市のみならず市外の祭りやイベントにも呼ばれるようになったことが、制作するうえでの礎にもなる。
オモチャキッド誕生は、外山が卒業後、ショーのアルバイトをしていたイベント企画会社に就職するも、若さゆえに仕事のためにやるヒーローショーに納得がいかず、金のためじゃなく趣味で本当に自分のやりたいことを自分たちが作ってやるべきじゃないかと会社を辞め活動を続ける中、幼稚園などを回って遊具や絵本など教材を卸す会社で働いていた1990年ごろ、取引先である山の中にある孤児院で目にした光景が発端となる。孤児院の中にある、昼間6歳未満の子供がいる保育園は、真冬でもサンダル履きの子が多く、ドカベンなど20年前のアニメキャラクターの絵が付いたサンダルを履き、正月に行った時には、みんなで黒いゴミ袋を使用して凧揚げを行っていた。施設には、パチンコ屋や建設関係などからの寄付品があったが、昔話などの名作絵本や知育玩具が多く、小さい子が実際に読みたい、仮面ライダーやアンパンマンの絵本、みんなで遊ぶオモチャが、日常的な喧嘩の原因になっていたのを目の当たりにした外山は、どんなものでもいいから自分だけのオモチャが欲しいんだと感じる。そのころの外山は、給料貰い始めてオモチャを買い放題だったこともありショックを受け、オモチャの楽しさを教えてくれ、いい子にしていたらオモチャを持って来てくれるヒーローを作りたいという想いがオモチャキッド誕生のきっかけとなった。
その後、サラリーマン生活に違和感を感じた外山は、建設模型会社、焼き鳥屋、テレビ、靴磨き、駄菓子屋、手品師、占い師などを経て、日雇い労働者として働く傍ら、友人5人とイッシーやツチノコを探す未確認生物探索ドラゴンサーチャーを発足し、国内外で活動したことが注目を浴び、テレビ、雑誌、新聞、高校における国語の教科書で紹介されたことが、テレビ局との関係に繋がる。30歳を過ぎた外山は、未確認生物の存在に疑問を感じ、ドラゴンサーチャーを解散。しばらく休んでたヒーロー物をもう一度本格的に始めようと思い立ち、どうせヒーローをやるんだったらテレビ番組をやりたいという外山の密かな思いを秘め、ドラゴンサーチャーの隊員を集め「30歳を過ぎた大人の財力と技術で、みんなでヒーロー物をもう一回やって保育園をボランティアで回ろう。そしたら保育園の先生と合コンができるよ」と持ちかけたところ、やろうということになり5人が3万ずつ出し合った15万円でヒーローや怪人を制作。本格的にオモチャキッドの制作と活動に取り掛かり、それをMBCテレビが取材で追いかけてくれたことで番組を見た者が参加するようになり、主題歌、CG、編集、カメラができるという人が集まったことが、テレビ番組制作に繋がった。
なお、オモチャのリサイクル活動における初めての訪問は、活動のきっかけとなった園に行っている。

## あらすじ
彼は正義の味方ではない。戦って敵を倒すのではなく、一緒に遊ぶことで共に楽しく生きることの素晴らしさを伝える、子供たちを笑顔にする平和の証オモチャを愛するオモチャの使者・オモチャキッド。
オモチャキッド（第1期）あらすじ
オモチャキッドに勉強を強制しようとするゼウス軍団の前に、さっそうと現れた謎の男オモチャキッドが、ゼウス軍団の魔の手から子供たちを守り抜く。
オモチャキッドDXあらすじ
世界の支配を目指す謎のエリート、プリンス・ガ・リベーンが迫り子供たちの笑顔が奪われそうになるとき、粋なハーモニカの音とともに、オモチャキッドが、どこからともなく現れる。

## 登場キャラクター

### 主な登場キャラクター
オモチャキッド
子供たちを笑顔にする平和の証オモチャを愛するオモチャの使者。戦って敵を倒すのではなく、一緒に遊ぶことで共に楽しく生きることの素晴らしさを伝えることが目的なため、彼自身は正義のヒーローとは決して名乗らず、遊びを通して子供たちに玩具で遊ぶ喜びを教えている心優しき戦士。熱い心を意味する熱いハートについて語ることが多く、物の大切さを伝えようという想いも持つ。
オモチャキッドの信念は悪を倒すことではなく、みんなで仲良くすることが目的なため、多彩な技を持つが、どれも遊びが基本であり、オモチャを使用して子供に襲いかかる相手を翻弄する。大怪我を負わせたり敵を殺すような行為は行っておらず、また、どんな時も「許さない」「だめだ」といった相手を否定するようなことは絶対に口にしない。これは、監督の外山雄大が悪知恵を働かす者たちもオモチャを通じて楽しさを共有し、お互いが相手を認めあうことで悪役たちも少しずつ自分の過ちや自分らしい生きかたに気付いていく過程を描きたいという想いから戦わないヒーローを目指して制作していたことによるもの。
また、レンタルビデオ店を好みビデオをよく借りる一面も持つ。
剣での勝負をチャンバラと呼び、オモチャの剣を使った勝負では、剣の道は礼儀からと促し、それに従って礼を行ったエンディミオンの頭に、オモチャの剣を打ち込む一面も持つ。
自身のテーマ曲を演奏したハーモニカの音と共に現れることが多い。名乗り口上は「元気に遊ぶ良いこの味方、人呼んでオモチャキッド」、決め台詞は「遊びは子供の仕事だぜ」。
DXからは「OK」という口癖をよく使うようになり友情の証としてOKバッヂを手渡すようになった。
黒の身体に黄色い目、首には赤いマフラー、身体には金色と虹色のライン、額と胸には緑の丸いレインボープリズムがあるのが特徴。胸のレインボープリズムは夜間には発光する。
テレポーテーションで戦いの場に一瞬で移動することができ、スロー再生しないと、なにが起こったかわからないような速さで動くこともでき、地球を壊滅させてしまう巨大なアンドロメダ帝国の母船による落下も受け止めるパワーも持つ。
オモチャなどの遊びも天才的で、紙相撲対決では周りから迫る複数の紙力士を回転して吹き飛ばす「七色回転投げ」を使用して圧勝しており、ゼウス軍団にメンコ勝負を持ちかけたときには、自分やゼウス軍団員それぞれのリアルな絵が描かれた自作のメンコを用意するほど、遊びに情熱をかけている。
丈夫な糸は航行中の桜島フェリー上からフェリーターミナル内まで届くほど長く、相手を縛ることもでき、転落するバスを引っぱり上げるのにも使用したほか、横に投げ、武器のようにぶつけて使用しているヨーヨー「レインボーヨーヨー」、1秒間に数百個のシャボン玉を噴出でき、辺りを幻想的な空間ファンタジーワールドさながらな無数のシャボン玉に包まれた状態にしてしまうことで浴びせかけられた相手もおもわず、はしゃいでしまう銃「シャボンジェッターガン」、コミュニケーション用の遊び道具だが、ブーメランのように手元へ戻ってくるようにもでき、相手にぶつけるため使用することもあるフライングディスク「キッドフリスビー」、投げて地面に叩きつけると周りのものをひっくり返してしまう風速50mの風を起こすことができ、ビッグメンコを敵の身体に投げつけ弾き飛ばす「サンダーハリケーンアタック」としても使用するオモチャキッドの胴体よりも巨大なメンコ「ビッグメンコ」、普通のフラフープだが、オモチャキッドが使用することで相手にかぶせかけて胴に引っ掛け振り回し相手の目を回すことができる「キッドフラフープ」、放電する巨大なピコピコハンマーで、相手にオモチャキッドの熱い想いを打ち込むことができ、現代に現れた霊を元の時代に送り返す力もある「レインボーメガトンハンマー」、争っていたエンディミオンとラルルを「ケンカ両成敗」と後ろから頭を叩いた、柄に虹模様があしらわれた1対のピコピコハンマー「ダブルレインボーハンマー」、ボブがガリベーンの財布を渡す手助けをするため、ガリベーンとボブをビリヤードのように弾き飛ばし動きを止めた、黄緑の玉が付き虹模様があしらわれた巨大な黒いけん玉「ジャイアントケンダマ」、オモチャキッドが作った、虹模様があしらわれている、よく飛ぶ黒い紙飛行機「レインボーファルコン」、ビーム光線も弾き、伸び縮み自在で光り輝き、放電することも可能で夜道を照らすのにも使え、オモチャキッドの剣技「キッド流七色レインボー返し」にも使用するオモチャキッドがチャンバラと呼ぶ勝負専用の剣「キッドセイバー」を駆使する。なお、メンコ勝負の際は、両手から発した光が胸のレインボープリズムに集まり出現したオモチャキッドの絵が描かれたメンコを使い、高く飛び上がり輝きを纏ったメンコを叩きつけ全てのメンコをひっくり返す「ローリングスマッシュ」も使用している。
第2期のオモチャキッドDXからは、「バーニングアップ」の掛け声とともにオモチャキッドの燃える心が胸のレインボープリズムを刺激するとき熱い心の活力が全身を駆け巡りレインボープリズムが燃え上がって赤く変化することにより超越的で奇跡的な力を生み出せるオモチャキッドDXへとパワーアップすることが可能となった。オモチャキッドDXに変化すると、赤いマフラーにも白いラインとDXの文字が浮き上がる。このときナレーションでは、「オモチャキッドの燃えるハートが胸のレインボープリズムにスパークするとき熱いハートのエナジーが全身を駆け巡りオモチャキッドDXにバーニングアップしハイパーでミラクルなパワーを生み出せる」と解説されている。
オモチャキッドDXにパワーアップした際は、巨大なアンドロメダ帝国の母船を宇宙まで運んだほか、空高く跳躍して弧を描き、体から虹を発生させ空に大きな自身の顔を描いたほか、跳躍で大気圏を付き抜け飛行中のUFOも弾き飛ばし、あっという間に土星表面まで到達して技の掛け声とともに腕を大きく横に振ることで土星の輪っかをフラフープのように動かした「ローリングプラネットフラフープ」、その場で高速回転した後、高速でキッドフリスビーを投げる「トルネードスマッシュ」、レインボーファルコンをオモチャキッドや子供たちを乗せられるほど巨大化して、子どもたちを乗せ短時間で世界一周する「レインボーフェニックス」、飛ばしたレインボーヨーヨーが炎を纏い、大気圏を突きぬけ宇宙を飛行するUFOにもぶつけることができる「スピニングファイヤー」、紙相撲において自分も含め全ての紙力士を場外に弾き飛ばす「一撃必殺衝撃打」、無念を残す怨霊をなぐさめるため赤く光る胸のレインボープリズムから大きな花火を打ち上げた「銀河繚乱みだれ咲き」といった数々の能力を発揮している。また、オモチャキッドDXに変化した際は、紙に書かれた紙力士のオモチャキッドもオモチャキッドDXの絵に変わっている。
テレビ未放送のパイロットフィルム版では、日本において貧しさゆえに子供たちがおもちゃを手にすることができない混乱の時代にオモチャキッドが子供たちにおもちゃと笑顔を与え続けていたという内容のナレーションが流れ、ランニングシャツに半ズボン姿で下駄を履いた出で立ちで神社の境内で遊んでいた少年たちにオモチャキッドが剣玉を与えていた。
- なお、監督の外山雄大によるとオモチャキッドは「楽しく生きる」をテーマにして設定されているとのこと。オモチャキッドDXでは言葉以外のコミュニケーションを伝えるため、オモチャキッドのセリフは極力少なくなっている。オモチャキッドがヨーヨーやメンコなど昔ながらのオモチャを使うのは、好奇心を持ち自分で創意工夫するオモチャで遊ぶ楽しさを子供たちに伝え、楽しく生きるきっかけになって欲しいとの願いから。
- ちなみに、オモチャキッドはスター・ウォーズの影響を受けているため、ショーでは必ずキッドセイバーなどを使ったチャンバラを盛り込んでおり、オモチャキッドが初期に使用していたキッドセイバーはライトセーバーのオモチャそのものにデザインを施したものだった。

キャンディレディ
お菓子好きの美少女。オモチャキッドとは旧知の間柄だが、たまに一緒に戦うことはあっても基本的に別行動。なぜかオモチャキッドの戦いの場に現れることが多く、空気が読めないトラブルメーカーだが、そのおかげで事件が解決することもある。テレポーテーションも使用できる。
お菓子は食べることも作ることも好きで、お菓子を否定する者には、おしおきと称して向かってきた者を叩きのめす。「キャンディレディのミルキークッキング」と称して勝負に割って入り、ホットケーキなどの料理勝負をけしかけることもある。
食後の歯磨きを決して欠かさず、他人に対しても歯磨きを指導している。名乗り口上を無視して逃げるガリベーンたちの行く先を先回りして、チャイナドレス、社長秘書、猟銃を持ったハンター、浴衣姿、老婆、ウエディングドレスのコスプレで追いつめ、歯磨き指導を行ったこともある。
ゼウス軍団からは全員に惚れられている。エンディミオンから変なかこうをしたお嬢さん呼ばわりされるも、そういうあなたが一番変よと返す気の強さもある。エンディミオンの誕生日には突然、自身のテーマ曲と共に大勢のエキストラを引き連れバースデーケーキを持ち現れて、エンディミオンを祝福したあげく、強引に出張バースディ代26万円を請求して立ち去る。その後は、エキストラの人々にバイト代を手渡していた。その際、エンディミオンからプロポーズされるも断っている。
名乗り口上は「お菓子大好き、ラブリーキュートなみんなのアイドル、キャンディレディ。よろしくね」。
ヘルメットや衣装にはハートがいくつもあしらわれており、目元や鼻はハート型になっている青いフェイスマスクに覆われており、マスクの下からは、茶色なクルクルの縦ロール巻き髪や口元が露出している。衣装はピンクが基調となっているフリルのデザイン。
激怒するとミルキーキャンディステッキから放電して電光がはとばしり、電光はビームのように飛ばし遠くの者を電気で痺れさせることもできる、ペロペロキャンディを模した巨大なステッキ「ミルキーキャンディステッキ」、ミルキーキャンディステッキから複数のペロペロキャンディを放出して相手に渡しペロペロキャンディに夢中にさせる技「キャンディタイフーン」、ハート状をした光を放出するピンクの閃光で敵を戦意喪失させ、お勉強眼鏡も取り除く力も持つ「ラブリーミラクルクラッカー」、お菓子の後は歯磨きが大切と説きキャンディレディのハミガキ教室を開催して園児や敵に歯磨きを指導する「巨大歯ブラシ」を駆使する。
- 監督の外山雄大によると、キャンディレディは「要領よく生きる」をテーマにして設定されており、キャンディレディは自信過剰で自分が一番可愛いと思っているタイプ。メインでキャンディレディを演じている女性の意見を反映して、女性の目から見た魔法少女や戦闘ヒロインを意識してデザインされている。

野生の王者ボウケンオー（やせいのおうじゃボウケンオー）
DX14話から登場。ツチノコを探している最中に、暴走するパソコン君により危機に陥ったオモチャキッドたちの前に現れ窮地を救う。ボウケンオーがキッドフリスビーを投げ返したときは、受け止めたオモチャキッドが何メートルも後ずさりして引きずられるほどのパワーを持つ。「アアアー」と雄たけびを上げることもある。山の中に現れることが多いが、海で釣りに興じることもある。
通常の釣竿としての用途のほか、相手に絡ませて動きを止める用途などに使用する「ワイルドロッド」、ワイルドロッドで糸を相手に絡め振り回す「ワイルドハリケーン」を駆使する。
特徴は金色のプロテクターに緑色と黒の衣服。ボウケンオーは野生の王者ということでボウケンオーの胸と額のモチーフは漢字の「王」の字がモチーフになっており、鷹をモチーフにしたデザインが胸や手足に施されている。造型はヒートプレスを用いて、リアルな形にしている。
- なお、監督の外山雄大によるとボウケンオーは「たくましく生きる」をテーマにして設定されている。
- ちなみにDX18話は、監督の外山雄大が勧善懲悪の特撮ヒーローにずっと感じていた「正義とは置かれている立場で変わるものなのに、正義を名乗るヒーローが自己の判断で悪とされる生物を抹殺することの矛盾と疑問」を、ガ･リベーンが行った自然を破壊する行為「悪」をボウケンオー武力で正そうとする「正義」に対し、武力ではない解決方法をオモチャキッドが示し、ボウケンオーは自分の信念のためオモチャキッドに戦いを挑むという図式で制作した内容である。

おしおきゴリラ・ボブ
DXから登場。どこにでも現れ、ちょかいを出してくるガ・リベーンたちにお仕置きする、鎖の付いた皮ジャンと腕に赤い腕輪を身に付けているゴリラ。新聞を読んでいたところにガリベーンが蹴った空き缶がぶつかったことに腹を立て、それ以来、近くに居合わせたボブに偶然とは言えガリベーンがちょっかいを出す形になるため、そのたびガリベーンを追い回すようになった。
困っている一般人に親切にしたり、バッタリ再会した人から「この間はありがとうございました」と言われるなど、街の人々からは親しまれている様子で、ガリベーンが落とした財布を返そうとするなど、根は親切。
DX19話では、謎の機械を手にして、うろうろしていた。DX21話ではアンドロメダ兵士に襲われかけたガリベーンを高速移動で救い、その際には言葉も喋った。
- ちなみにボブは、DX制作会議の時点において即戦力で使えるキャラクターがほとんどいなかったため、別のイベントで使うため半年前に購入していたゴリラの着ぐるみを、話のオチに毎回使え子供にはウケるんじゃないかと考え、衣装もアレンジして誕生したキャラクター。

宇宙警察特別秘密捜査官ボブ・ソーサー（うちゅうけいさつとくべつひみつそうさかんボブ・ソーサー）
1年前、アンドロメダ星人による地球侵略計画を知り、おしおきゴリラ・ボブとして姿を変え地球で潜入捜査を行っていた宇宙警察の特別秘密捜査官。
特徴は金色の星のエンブレムが胸に輝く白いアーマーと黒タイツに、水色のマフラー。
高速移動の「コスモダッシュ」、一撃で複数のアンドロメダ星人兵士を吹き飛ばしたストレートパンチ「スペースナックル」、回転した後跳躍からの後ろ回し蹴りを放ち一発で複数のアンドロメダ星人兵士を吹き飛ばした「ギャラクシーソバット」、赤いビームを放つ銃「コスモブラスター」、頑丈な鎖も一撃で断ち切る剣「コスモサーベル」、複数のアンドロメダ兵士の動きを封じた、青白く頑丈な手錠が付いた丈夫な長い鎖「チェーンワッカー」などを駆使する。

### ゼウス軍団
第1期に登場。マザーを頂点として、プリンス・エンディミオンの指揮の元、かけると催眠状態に陥り無性に勉強をしたくなる渦巻きレンズの丸い眼鏡「お勉強眼鏡」を無理やり掛けさせるなど、子どもに勉強を強要するなどして支配しようと活動する軍団。
ショーでは、ゼウス軍団の5人総出で、同時にもの凄く臭いオナラを相手に浴びせ臭すぎる臭いに体が痺れ麻痺させてしまう合体奥義「必殺オナラタイフーン」も使用している。
マザー
姿を見せず声だけでゼウス軍団に命令を与える、プリンス・エンディミオンの母親。携帯への電話や、新基地の巨大モニターを使い、声だけでメッセージを伝える。マザーから電話がかかってくると、ゼウスの幹部たちは全員背筋を伸ばし正座するほど、恐れられている。
オモチャで遊んでばかりいる子供や大人たち、祭りを楽しむ人間を駄目な人間と呼び、「私の可愛い息子」「社会の優秀なエリート」と呼び溺愛しているエンディミオンに、みなさんを教育するのですと指示を出す。
プリンス・エンディミオン
ゼウスの幹部で、マザーの息子。世界の支配者を自称しており、イベント会場や玩具店を襲撃したり、女児のぬいぐるみを取り上げ「こんなものは死刑にしてしまいましょう」と口にするなど、オモチャで遊んだり、お菓子を食べている者に、それらの行為をやめさせ競争社会のために勉強を強制しようとする。
お菓子についても百害あって一理なしという考えを持っておりキャンディレディからは激怒される。
かなりのマザコンで、マザーのことも「ママ」と呼ぶ。口調はオカマっぽい丁寧語。一人っ子で、3歳のころから毎日欠かさず12時間勉強してきた。
お勉強眼鏡を、投げて装着させる特技を持つ。また、夢の中を自由に移動して催眠術をかける術も使うほか、テレポーテーションも使用できる。
特徴は、白い着衣、白と金のアーマー、目元に赤い仮面が付いた白いヘルメット、唇は水色、浅黒い顔、額と胸にある赤い宝玉、赤いマント。アーマーは強力な攻撃を食らうと外れてしまうことも多い。
子どもたちからは、おじちゃんと呼ばれたり、帰れ帰れと言われることもあり、店番の女性から、ドッキリオモチャで驚かされ、からかわれたことや、いつでも悩みに乗るといい渡した名刺を女性から破かれたこともある。
ゼウス商会の代表取締役として経営コンサルタントも行っており、むやみやたらにリストラを連発したため優秀な人材が一人も残っていない会社を立て直すため会社に招かれた際には、本人いわく体にいい成分だけでつくり上げた商品「キシリこんぶ」コンテナ100個分だけを販売しようと提案していた。だが、キシリトールのことは、歯に良い成分だと指摘されるまで勘違いしており、キシリこんぶをオモチャキッドが口にした際は、あまりの不味さに体が痺れるほどだった。ゼウス商会としてのエンディミオンの名刺には、住所や、ピンクの文字で「心の恋人」というキャッチフレーズが書かれているが、電話やFAXは「なし」と書かれており、裏にはメールアドレスが書かれている。
キャンディレディから出張バースディ代の請求書を一方的に渡された際は、請求書を投げ捨てアーマーを脱ぎ捨てて泣きながら立ち去り、海へ飛び込んでいる。
炎を纏うことができるエンディミオンの愛剣「ゼウスブレード」をはじめ、3人の戦闘機械神が騎馬を組み、その上にゼウスが乗り切りかかる「ケンタウロスフォーメーション」、横回転して高く飛び上がりメンコを叩きつけ、目を回しつつもオモチャキッドのメンコをひっくり返した「ど根性竜巻投げ」などを駆使する。
オモチャの剣を使用したチャンバラ勝負を最後にオモチャキッドと和解して、天文館の横断歩道で目線を交わしたのを最後として姿を消した。
ちなみに作中において街の紙芝居では、エンディミオンのことが題材になった紙芝居『無法ガリ勉の一生』が紙芝居屋によって子供たちに披露されていた。
パソコン君（パソコンくん）
第9話から登場した、エンディミオンが最強戦闘ロボと呼ぶ等身大のロボット。エンディミオンは貯金をはたいて造り上げたがゆえに、戦闘前には「ハイテクメカだから乱暴に扱わないでね」とオモチャキッドにお願いしている。
初登場時には頭部後ろにあるスイッチを切られ停止してしまった。2度目の対戦では、オモチャキッドが腕のキーボードを操作したことによりターゲットをエンディミオンへと変更して襲い掛かった。
白いモニターとデスクトップPCからなる顔を持ち、金属の体を持つ。顔のモニターに超難問を表示して子供たちを困らせた。
DX13、14話でも登場しており、謎の宝の地図を元に宝探しをしていた少年たちが辿り着いた洞穴に眠っていたが、エンディミオンたちのマスクそっくりなスイッチを回転させることで穴が開き眠りから目覚めた。自身を操縦するリモコンを少年たちに渡すも、操縦リモコンを取り上げたガリベーンに操られる。その性能を目にして褒め称える様子に嫉妬したロボパンダーが、リモコンを踏んで壊したことにより顔の画面が赤く変化して暴走した。暴走状態は、以前よりさらに強くなっているらしく、両手にディスクカッターとマウスアタッチメントを同時に装着したほか、オモチャキッドとボウケンオー2人を縛りあげ電流を流すなど2人を苦戦させた。少年たちが持っていた七つ道具のひとつ、金属でできた伸び縮みする棒のスティックペンで電流を逆流させられ、DX化したオモチャキッドにより縛りを引きちぎられ、オモチャキッドとボウケンオー2人同時の横蹴り「ワイルドバーニングアタック」を食らい元に戻った。最後は「ありがとう、すまなかったな」と少年たちに伝え、穴に戻っていった。
手にはアタッチメントを装着可能。当たると痛いCDを連続で飛ばすことができ、CDを飛ばさず回転させ物を切断することもできる「ディスクカッター」、大きなPS/2スクロールマウスを鈍器として使用し殴りかかる「マウスアタッチメント」を駆使する。
スペックは、HTテクノロジ Intel Pentium133MHz、DRAMメモリ10MB、720回転ハードディスク20MB、440FXチップセット、Intel865G（AGPスロット搭載無し）、CD-ROMドライブ、FDDオプション無し、RS232C 前面×2/背面×4、PS/2日本語キーボード、※ディスプレイ別売り。

#### 戦闘機械神
ゼウス軍団の戦闘員で、エンディミオン配下の3人。エンディミオンの指示を受け、「ゼウス」の掛け声と同時に両腕を頭上にかかげハート型のポーズを取る。スロー再生しないと、なにが起こったかわからないような速さで戦闘を行うこともでき、テレポーテーションも使用できる。
「いちごはうす」という玩具店に入った際は、エンディミオンの財布を勝手に使い、オモチャが当たるクジや、大量のお菓子を購入していた。
西洋の鎧を思わせる体と、機動戦士ガンダムに登場するジオン軍モビルスーツのモノアイのような緑の目が特徴。
ソル・マルス
格闘戦に長けている。オモチャキッドとは肉弾戦での戦いだけでなく、アチョー対決!!というアクションの動きを比べる対決も行ったが、その際はギックリ腰になってしまった。
赤のラインと、モヒカンのような兜が特徴で、甲高い声と低い声を使い分ける。
ソル・イカロス
スピードに長けている。キャンディレディからスピード勝負にちなんだ早口勝負を挑まれた際は、まったく言えず敗北した。
緑のラインと両耳部分に翼が付いた兜が特徴で、声は甲高い。
ソル・ヘラクレス
怪力の持ち主。オモチャキッドにドスコイ対決!!という相撲勝負を挑んだ際は赤いキッドマフラーを闘牛士のマントのように使ったオモチャキッドから、突進をいなされ、木に激突して気絶してしまった。
黄色のラインと、下向きの2本の角が付いた兜が特徴で、声の高さは他の2人に比べると低い。口癖は、語尾に付ける「ごんす」。

### ガリパン帝国
DXからの登場。ガ・リベーンとパンダ型アシスタントロボットで構成されるチーム名。名乗り口上は「ガリガリ三角、パンダで四角、2人揃ってガリパン帝国」。理不尽な問題を出し、ガリガリ体操を強制的に躍らせ続ける渦巻きレンズの丸い眼鏡「ガリベンめがね」を無理やり掛けさせ、一緒にガリガリ体操を踊るなど、悪事を働く。
プリンス・ガ・リベーン
社会の厳しさを教えるために悪事を働き世界の支配を目指す、自称エリート。エリートとして生き残れるかどうかテストと称し、理不尽な、なぞなぞを出す。なぞなぞに答えられないと「レッツ、インテーリ」の掛け声でガリガリ体操を強制的に躍らせ続ける、渦巻きレンズの丸い眼鏡「ガリベンめがね」を無理やり掛けさせ、一緒にガリガリ体操を踊り、支配しようとする。
子供からは、おじさんと呼ばれることもあり、転落しそうになる子供たちを、つい助ける一面も持つ。
オモチャキッドらとは基本的には対立しながらも、病気のお見舞いに来てくれたり、片思いの想いを伝える手伝いをしてくれたりするオモチャキッドに対し、次第に友情を感じていき、夏祭りへ出かけたときに盆踊りをうながされ際には、オモチャキッドやボブたちみんなと一緒にオモチャキッド音頭を踊るなど、絆を深めていく。
「そんなくだらない○○を、○○してはいけませーん」と難癖を付けて登場する。名乗り口上は「明日の支配者、素敵なインテリ、プリンス・ガ・リベーン」。
黒い袖と、角帽のような形状で額には金の文字で「学」のマークが描かれ、目元が四角い渦巻き状のマスクと一体になっている白いヘルメットが特徴。白い衣服、浅黒い顔、水色の唇、オカマ口調、掛けさせたものを操る渦巻きレンズの丸い眼鏡など、エンディミオンと共通する点も多い。
芋を食べ、尻から飛ばしたおならにスパルタチェンジしたロボパンダーが口から火を吹き点火することで、山を粉々にする威力を発揮する「おならボンバー」を特訓の末に生み出したが、実戦では使用していない。オモチャキッドの紙飛行機レインボーファルコンに対抗してロボパンダーパソコンモードを使い航空力学の応用で制作した、金の模様があしらわれた白い紙飛行機「ガリパンイーグル」も、最後はボブが食べるラーメンの上に落ちてしまっている。
- なお、監督の外山雄大によると、ガ･リベーンは「現代の子供、若者の象徴」であり、完全な悪ではなく、すぐ人に頼ったり人のせいにしたり「支配! 支配!」と言ってはいるが、何をどうやったら「支配」なのか自分でも解かっていない変わったおじさんとして設定されている。

#### パンダ型アシスタントロボット
ガ・リベーンが作り上げた等身大のパンダ型アシスタントロボット。どのパンダ型アシスタントロボットも「○○パンダー」が口癖なことと、クイズが不正解だった場合にガリベンめがねを出して洗脳すると共に、ガ・リベーンと共にガリガリ体操を踊ることは共通している。
KP-1カミパンダー
DX2話に登場。徹夜でガ・リベーンが作り上げた紙製パンダ型アシスタントロボット第1号。
子供たちからは、かっこ悪いと不評で落ち込んだ。頭部にゼンマイが付いており、目が四角い。フラフープ対決にて、ガ・リベーンと共にボブに激突した結果、ボブに追い回された。
- カミパンダーの着ぐるみは、本来ならレギュラーであるロボパンダーの製作が間に合わず急遽ダンボールで製作したものであり、ネーミングも「紙で作ったパンダ型ロボ」から名付けられた。

KP-2カミパンダー2号（カミパンダー2ごう）
DX3話に登場。両手が手錠型のマニピュレーターハンドとなってパワーアップしたカミパンダー。キャンディレディから、その手じゃ料理は無理と指摘された。
料理対決にて、ガ・リベーンと牛乳を取りにアルプスの牧場へ向かったが、ガ・リベーンがボブの乳を牛の乳と勘違いして触った結果、ボブに追い回された。
- この着ぐるみは、急遽製作したカミパンダーが意外と評判がよかったため、そのバージョンアップ版として部分的に違うものを登場させたもの。

KP-G3カミパンダーグレート
DX4話に登場。全身がパワーアップして、さらに体が大きくなり、目が丸くなったカミパンダー。
オモチャキッド、ラルルと三つ巴の紙相撲対決を行うが、オモチャキッドDXの「一撃必殺術撃打」で遠くへ飛ばされた紙力士がボブの頭上に乗り、頭だと気づかず叩いて紙相撲を行った結果、ボブに追い回された。
- この着ぐるみは、塗装にこだわり塗料費だけで1万円かけ、細かいディティールまでこだわって造った最高クオリティの代物だが、実は足底が抜けたままになっている。

無理矢理勉強用戦闘ロボ RP-4ロボパンダー
DX5話から登場。
紙工作のアシスタントロボットでは、オモチャキッドに勝てないと悟ったガ・リベーンが製作した、本格的なロボット。ガリベーンと常に一緒に行動しており、一緒に祭りへ出かけたりもする。
胴体がパソコンになっており、手足を縮めることでコンピュータモードに変化できる。胴体のモニター部分は紙芝居にもなる。支配すると称してスパルタチェンジの掛け声と共に顔が半回転して裏面の凶悪な顔にチェンジすると、口からガリベンめがねを吐き出し強制的に装着させることができるほか、口から火を吹くこともできる。
女の子からパンダちゃん可愛いと言われ照れる一面や、ガリベンめがねで躍らせ、その隙に子供の飴を取り上げるセコイ一面もある。
DX15話は、ロボパンダーは生きているのかというロボットの存在意義に関する話で、大切なのは自分自身が自信を持って生きることを認識することなんだということを答えとした話になっている。
- ロボパンダーの着ぐるみは、造型的には凝った作りのパソコン君が大人ウケは良かったものの、目が怖いのかイベントなどで子供が怖がり子供ウケが良くなかったため、監督の外山雄大がパンダマニアという理由もあり、パンダモチーフのロボットとして制作されている。パンダ型なのでキャラが立てやすく、イベントの握手会にはオモチャキッドと同じくらい子どもたちが並んでいた。
- ちなみにロボパンダーの着ぐるみは、最先端の科学技術と幻魔妖術を組み合わせたテクノロジー「幻魔科学」によりヤッセンボーが制作した、パソコンを元にした幻魔ロボット「メカニックンダモシタン・パソコンダー」として、かごしまITフェスタ2012で行われた薩摩剣士隼人ショーにも登場しており、「暗黒戦闘モード・ダークパソコンダー」で再起動すると、スパルタチェンジ同様、顔が裏返る。

### アンドロメダ帝国
リトル・グレイのような姿の宇宙人アンドロメダ星人の帝国。以前から密かに地球侵略艦隊を使った地球侵略計画を企てており、下等な地球人を支配するという名目のもと、怪獣やアンドロメダ星人の部下を地球へ送り込んだほか、ビーム兵器を備えたアダムスキー型UFOによる空を覆いつくすほどの大艦隊で、地球侵略のため地球全体に総攻撃を行った。
アンドロメダ星人の母星には、楽しいことや美味しいものが無い。地球で楽しいことや美味しいものを教えてもらった結果、最後まで残った皇帝以外は戦闘を放棄して母星へ帰っていった。
アンドロメダ星人は第1期のショーにおいては悪役ではなかった。なお、劇中に登場するアダムスキー型円盤の大群は、1個しかないものをPCでマット加工して増殖している。後に薩摩剣士隼人ショーでもアンドロメダ星人たちが登場しており、アンドロメダ兵士に加え、ラルルのパパとラルルのママはアンドロメダ巨人というキャラクターで登場しており、本来の姿を明かす前のアンドロメダ皇帝のシルエットに似たヘルメットを被ったキャラクター「アンドロメダ将軍」も登場した。また、薩摩剣士隼人ショーのアンドロメダ星人たちの星にも楽しいことや美味しいものが無く、最終的には地球でそれらを教えてもらうという設定が受け継がれている。
地球侵略軍総司令アンドロメダ皇帝（ちきゅうしんりゃくぐんそうしれいアンドロメダこうてい）
DX21話から登場。アンドロメダ星人地球侵略艦隊の地球侵略軍総司令で、UFOの大艦隊による地球総攻撃を指揮するアンドロメダ星の皇帝。地球侵略艦隊と共に巨大な母船に載って、やって来た。
取引を持ちかけたり宣戦布告を行ったりする際にも、はっきりとした姿は見せず、怪物のように頭や体が尖ったシルエット姿の低い声で現れていた。
ロボパンダーのモニターにも現れ、オモチャキッドを連れてくればガリベーンを地球の支配者にすると持ちかける。地球侵略艦隊による地球総攻撃を開始した際には、地球各地の上空へ巨大な映像を投射し、宣戦布告と地球への侵略宣言を行った。
皇帝は驚異的な力を持ちつつ和をもたらしてきたオモチャキッドを侵略計画の大きな脅威と感じ、かねてから地球支配を狙っていたガ・リベーンを利用して捕らえようとする。オモチャキッドを捕らえることに成功するも、地球で楽しさや食事のおいしさを体験した部下が、戦闘を放棄して母星に帰ったことで、やけを起こし、巨大な母船を地球に落下させ、地球もろとも自爆しようとする。爆発した母船からはオモチャキッドにより救い出された。
その正体は子供。一人ぼっちで寂しかったため、このようなことを起こした。
- 劇中において、皇帝のシルエットは影絵で表現されており、皇帝の顔は既製品であるリトル・グレイの被り物にアレンジを加え制作された。

アンドロメダ星人ラルル（アンドロメダせいじんラルル）
DX4話から登場。アンドロメダ星人地球侵略先発部隊第1の刺客として、地球へやって来た。鹿児島の銘菓けたんはを食べて、そのおいしさに喜び、オモチャキッドやガリパン帝国と行った紙相撲対決で遊びの楽しさにも触れ、地球が気に入ったことで両親とともに地球に住み楽しく暮らしている。ラルルの後ろにはいつも、ラルルが自分の影だと言っているラルルの影という黒子のようなものがいるが、影がラルルを操っているようにも見えるため、ガリベーンからも指摘されていた。
地球での暮らしは、@ちゃんから似顔絵を貰ったり、ボウケンオーから釣った魚を貰ったり、キャンディレディから手作りのお菓子を貰ったり、パッピーやオモチャキッドと遊んだりと、知り合いや友達に囲まれ、地球の住人とも仲良くなっている。
ショーでは『虹☆カケルとラルルの巨大宇宙人パペットショー』にも登場しており、両親に加え、監督の外山雄大が扮した虹☆カケルと共に毒を吐くようなブラックユーモアたっぷりのシュールなネタを行っている。
- ラルルの影については、こういう誰かが操っているというミエミエな演出があっても面白いという狙いから劇中でも露骨に映るようにしており、ラルルの影だけは、その場にいたスタッフが入っている。

ラルルのパパとママ
DX4話から登場。子供思いで、おいしいと感動すると背が伸び、かなり大きなサイズになるラルルの両親。ラルルが地球を気に入ってからはラルルと共に地球で穏やかに暮らしている。
パパが青、ママが赤の縦ラインが体に入っている。
アンドロメダ兵（アンドロメダへい）
アンドロメダ星人の一般兵士たち。黒いスーツにプロテクターを身に纏い、尖った耳をしている。皇帝による指揮の元、剣や盾、ビーム銃を用いて複数でオモチャキッドらに襲い掛かる。
凶悪怪獣キングマグマー（きょうあくかいじゅうキングマグマー）
DX7話から登場。地球侵略に向かったラルルたちが、その後なんの動きも見せないことから、作戦の遅れに痺れを切らし、アンドロメダ星人が大気圏外から放出して地球に送り込んだ巨大怪獣。着地のショックで怪我を負いエネルギーを使い果たし等身大に縮小してしまう。公園で子どもたちに介抱され「ガオちゃん」と名づけられ、友達になって仲良く一緒に遊んでいたが、現れたガ・リベーンに対し子どもたちを守るため襲いかかる。
地球環境に適応できない体のため死にかけるが、DXになったオモチャキッドがシャボンジェッターガンの巨大シャボン玉で包みこみ宇宙空間へと送り返した。
- キングマグマーの着ぐるみは鹿児島特撮映像研究団体が製作した『鹿児島の民家に帰ってきたウルトラマン』に登場している怪獣の着ぐるみで、背面が劣化してボロボロになっていたのを部分改修し使用している。キングマグマーの着ぐるみは簡易式サウナのような状態なため、中に入っていた前鶴文洋に、今までに入った着ぐるみで一番キツイと言られたほどである。

強化キングマグマー（きょうかキングマグマー）
DX22話に登場。地球の大気でも活動できるよう強化改造された巨大なキングマグマー。頭部には金属のマスクが付けられ、両手には武器が装着されており、右手からはガトリングのようにビームを連射できる。
立ち向かってきたカミパンダーJやガリパンダーをあっという間に返り討ちにしたが、子供たちの「ガオちゃん」という呼びかけや、アンドロメダ星での友達だったラルルの呼びかけにより頭や腕の装着物が外れ、等身大になり、穏やかな怪獣に戻った。

### その他の登場キャラクター
@ちゃん（あっとちゃん)
DX6話からの登場。お絵かきが大好きな、小さな帽子をかぶった着ぐるみのような容姿の優しい女子大生。ガリベーンからも、どう見ても人間じゃないと言われた。
大空高くジャンプして、体から出た虹で大空に自身の似顔絵を描きアンドロメダ帝国UFOを@ちゃんに夢中にさせ、夢中になったUFOたちも共同で虹の文字を大空に描き、@ちゃんへの愛を伝えた。また、アンドロメダ兵にも似顔絵を描き手渡している。
- 監督の外山雄大によると、実は宇宙人。水森亜土の「亜土ちゃん」という名前をもじって、現代におけるコミュニケーションであるメールで使用する記号@（アットマーク）を使い、メールのように絵を通して人と人との心を繋いでいけたら良いなという思いも乗せて名付けられた。デザイン的には、もっと萌え要素を入れたかったが、マスコットキャラとアニメキャラの中間のラインを目指してデザインしたと語っている。

パッピー
DX15話から登場。橙色の体をした、可愛い熊のぬいぐるみのような見た目の小さな謎の精霊。ふと現れ、ふと姿を消す。ガ・リベーンに酷い言葉を投げかけられたロボパンダーに慰めの言葉をかけ、夜の公園で一緒に踊った。パッピーはロボパンダーに「僕は森の動物たち、魚、鳥、ロボパンダーの中など地球のどこにでもいるから常に一緒にいる」と語っている。
宇宙に飛び出し、アンドロメダ帝国の母船から放たれた全エネルギーを集めたビームをバリアで一身に受け止め消えてしまったが、その後、地上に姿を現しアンドロメダ皇帝を励ました。
ピカチュウのようにマスコット動物キャラも必要だねということで登場した。劇中ではパッピーの頭の上に釣り糸が露骨に見えているが、監督である外山雄大の趣旨で、あえて手作り感を出すため意図的に残している。
エンピツさん
DX10に登場。読書感想文で賞を貰い、文房具をたくさん貰ったガリベーンが、沢山あると思い調子に乗ってロボパンダーと一緒に文房具を無駄に大量消費して粗末に扱ったことにより、その日の夜、よい子のために使われたかったという鉛筆の怨念が幽霊となり怪人化した姿。頭部が目の付いた鉛筆になっており、胸には髑髏の模様が浮かんでいる。
DXになったオモチャキッドが胸から出して打ち上げた銀河繚乱みだれ咲きという花火と、オモチャキッドから貰ったOKバッジにより胸の髑髏模様がOKバッヂの模様に変化して光り輝き、生まれ変わったら、次こそ子供と勉強すると言い残し成仏していった。
ちなみにショーでは、エンピツさんとケシゴムさんはガ・リベーン配下の怪人としても登場している。
ケシゴムさん
DX10に登場。ガ・リベーンに大事にされず粗末に扱われた消しゴムが幽霊となり怪人化した姿。頭部が目の付いた消しゴムになっており、エンピツさん同様、胸に髑髏の模様が浮かんでいる。
エンピツさんと共に化けて出るが、オモチャキッドにより成仏していった。
偽エンディミオン（にせエンディミオン）
子供が遊ぶ携帯ゲーム機の画面や、携帯電話で喋っている子供の部屋に突如出現し、「国のため人民のために学び働こうとは思わないのですか。勤労は子供の仕事ですよ」「女のくせに掃除、お買い物、洗濯、料理、まるで駄目な現代人。お前たちだけが」「私の苦しみを味わうがよい」「暇があれば遊んでばかり。憎らしい。遊びは贅沢」と語り、子供たちを異空間に引き込みさらう。エンディミオンそっくりな姿をしているが肌は日焼けしておらず、目の仮面は黄色く、唇は赤い姿で現れた。
その正体は、女の子の小さなぬいぐるみを持ち歩いており昭和20年の大東亜戦争時代に爆撃により焼かれ死亡した少女の亡霊。その動機について少女は「現代の子供が羨ましかった。あの時代の子供たちは貧しさに耐え、教育を徹底され、大人のために協力したのにボロ切れのように焼かれた。現代の子供たちは、オモチャも飽きがくればすぐ捨てる。物を大事にしない現代の子供たちが許せなかった。戦争時代の真っ只中に送り、思い知らせてやろうと思った」と語っている。
オモチャキッドによる対話と、レインボーメガトンハンマーの力で、元の時代へと帰された。
カブトキング、クワガタキング
ショーに登場。ガリベーンの手により怪人にされてしまったカブトムシとクワガタムシのキャラクター。カブトムシ・クワガタムシを題材とし、どんな小さな生き物でも命が輝いていることをテーマにしたショーに登場する。体はエンピツさんやケシゴムさんと同じ。
虫歯キン魔王（ムシバキンまおう）
歯みがきを題材としたショーに登場。子どもを虫歯にしようとしており、武器の歯ブラシを持ったキャンディレディと戦う。
白い衣服に、頭巾と一体となったようなマントを羽織り、頭に先端が矢印の形をした触角のような二本の角が付いており、首には黄色い布が垂れ下がり、目は赤く、三又の杖を手にしている。ムシ歯キン魔王と表記されることもある。

### 一般人
劇中には多数の一般人が登場しており、DXからはオモチャキッドからOKバッヂを貰った子供たちが、山の中へ宝探しの探検に出かけているほか、アンドロメダ帝国の巨大な母船を1人で受け止めようとするオモチャキッドのピンチには胸にOKバッヂを付けた多数の子どもたちが駆けつけ、オモチャキッドと協力して「バーニングアップ」の掛け声と共に母船を投げ返している。
第1期には、現場のリポートを行う番組『うきうき情報局』に加えニュースも報道しているテレビ局『ADVENTURE・TV』も数度に渡り登場している。

## メカニック

### 地球のメカ
オモチャキッド・ロボ
第1期第24、25話において1度だけ使用。パソコン君・グレートに歯が立たず踏みつけられそうになったオモチャキッドを救った巨大ロボット。青と銀を基調としたボディだが、緑色のプリズムレインボーなど、どことなくオモチャキッドと類似している。オモチャキッドが乗り込み操縦する。
パソコン君・グレートと互角のパワーを持ち、正拳突き等を駆使して戦う。体はパソコン君・グレートの武器による攻撃を正面から食らってもダメージを受けない強度を持ち、飛行することもできる。
レインボーメガトンハンマーを金属製にして巨大にしたような形状をしており、1つを投げつけ、生じた隙に、もう1つのハンマーを打ち込みパソコン君・グレートを大気圏外まで弾き飛ばす威力を持つ、放電する1対のハンマー「メガトン・ハンマー」、膝から射出され、スター・ウォーズのライトセーバーのように、柄から水色をしたビームの刀身が伸びる剣「キッド・セイバー」、ワルワルZ帝国のロボを攻撃するのに使用した、オモチャキッド・ロボにある胸のプリズムレインボーから出現して、投げることにより6つに増える、1対の巨大フリスビー「キッドフリスビー」、オモチャキッド・ロボの背中に合体することで、オモチャキッド・ロボの飛行速度が上昇する、ジェットノズルが付いた巨大な赤い羽根を持つ飛行機「キッド・ウイング」、地球からの声援を受け火事場の馬鹿力でビームの網から脱出に成功したオモチャキッド・ロボが、胸から放った巨大ビーム「レインボータイフーン」を駆使する。
ゼウス基地（ゼウスきち）
見た目は鉄筋造2階建ての一軒家。赤地に黄色の文字でZEUSと書かれた看板が掲げられ、内部はふすまで仕切られ、テレビやこたつ、パソコン、ソファーなどが置かれた普通の茶の間などがある。だがコントローラーを操作することで、基礎の四隅から火を噴き浮上して、めくれ上がった看板の下からせり出した3つの噴射口から火を噴き飛行する飛行モードになる。その際、テレビは外部モニターとなる。飛行モードは移動手段やパトロールと称する徘徊などにも使用している。
新ゼウス基地（しんゼウスきち）
第1期第23、24話に登場。上部にはレーダーが回転しており、金属でつくられ、室内に最新システムとモニターがいつくも並ぶ、本格的な巨大基地。
ソル・ヘラクレスが会計事務所でPCによる書類の入力、ソル・マルスとソル・イカロスがガソリンスタンド、エンディミオンが、たまに店の商品をくすねつつコンビニで、それぞれアルバイトを行い貯めた資金で完成した。
パソコン君・グレート（パソコンくん・グレート）
第1期第23、24、25話に登場。新ゼウス基地内部に格納された戦闘機、ヘッドチェンジで頭部に変形するエンディミオン・スワン、アームチェンジで両腕に変形するイカロス・ジェット、ボディチェンジで胴体に変形するヘラクレス・ファルコン、フットチェンジで胴体に変形するマルス・コンドルが合体したパソコン君そっくりな外見の巨大ロボット。
パワーはオモチャキッド・ロボと互角で、正拳突きを駆使して戦う。胸部が開き出現した銃口からのビーム「悪戦苦闘ビーム」、折り曲げた腕の付け根から発射する2本のミサイル「四苦八苦ミサイル」、上げた片足の裏から発射するビーム弾「七転八倒キャノン」、スター・ウォーズのライトセーバーのように柄からピンク色をしたビームの刀身が伸びる剣を駆使して戦う。
ワルワルZ帝国の巨大戦艦に収容されて、戦艦内部のメンテナンスドックで勝手に強化改造され、4門の巨大なビーム砲を備えた戦闘機のような、ワルワルZ軍団が遠隔操作する機体にされてしまう。

#### パンダ型巨大ロボット
KP-JカミパンダーJ（カミパンダージャンボ）
紙工作で造られた巨大ロボット。ロボパンダーが乗り込み操縦して強化キングマグマーに挑むが紙工作なため、あっさり敗北。
GP-Jガリパンダー
ガリベーンのマスクを模した戦闘機で、ガリガリビームを発射するガリタンクとカミパンダーJが合体した巨大ロボット。
高速で突進する「おならジェットアタック」や、アーム形の手をロケットのように飛ばし攻撃する「ジェットパンチ」を駆使して強化キングマグマーに立ち向かったが敗北。
- ちなみに、カミパンダー、ガリタンク、ガリパンダーのコックピットは、鹿児島特撮映像研究団体が制作した『鹿児島の民家に帰ってきたウルトラマン』において、合成シーンのため、スタジオの代わりに借家の空家にて5人がかりで材木や発泡板を組んで制作し使用したものの、撮影後も重量と大きさから処分のしようが無く、空家に置き去りになっていた基地セットを使って撮影された。

### アンドロメダ星のメカ
アンドロメダ星人地球侵略艦隊母船
アンドロメダ皇帝が乗っている巨大要塞のようなアンドロメダ星人地球侵略艦隊の母船。金属製の装甲による正方形と三角を組み合わせた12面の形をしており、正面にはアンドロメダ星人の顔のような形に盛り上がっており、目のような部分が赤く光っている。ガリベーンをかばったオモチャキッドに大ダメージを与えた赤いビーム「アンドロメダ砲」や、負傷したオモチャキッドを捕らえ母船に引きずり込んだ「ネット光線」を備える。
地球に落下したが、大勢の子供たちの手助けを借りたオモチャキッドに受け止められて押し返され、DXになったオモチャキッドに宇宙へ運ばれ大爆発を起こした。
- 母船はCGで描いたものではなく、合板ベニヤとプラモデルの型抜き残材を貼り合わせた模型を使用することで、映像にした際、重厚感のある母船に仕上げている。

### 宇宙のわるものワルワルZ帝国
第1期第25話に登場。オモチャキッド・ロボとパソコン君・グレートとの戦いに割って入り、帝国が悪者と判断したエンディミオンたちの助太刀をした謎の帝国軍。宇宙一の悪者を自称している。
オモチャキッド・ロボのレインボータイフーンに一斉射撃デスダークバーストを押し返され、全軍どこかに飛んでいってしまった。
劇中ではパイロットが登場したが、戦闘機用のヘルメットとマスクをしていたため、中の顔は不明。
巨大戦艦
機動戦士ガンダムに登場するホワイトベースを、どことなく彷彿とさせる形状と戦闘機発進口を持つ、銀色の外観をした巨大な戦艦。
「アルティメットフォーメーション」の掛け声とともに、超時空要塞マクロスに登場するSDF-1マクロス強攻型を、どことなく彷彿とさせる巨大ロボットに変形。腕の先が巨大ビーム砲になっており、改造を施したパソコン君・グレート、4体のデビル・ワルワルキングとともにビーム砲による一斉射撃「デスダークバースト」を行った。
Z帝国戦闘機ワルワル・ファイター
ワルワルZ帝国の戦闘機。ミサイルなどを武器とする銀色の外観を持つ無数の戦闘機。ロボット形態Z帝国戦闘ロボ ワルワル・バトラーに変形する。ワルワル・バトラーは、ワルワル・ファイターの操縦席部分前方が頭部となり、戦闘時には、スター・ウォーズのライトセーバーのように、柄からピンク色をしたビームの刀身が伸びる剣を使用する。
デビル・ワルワルキング
機動戦士ガンダムに登場するジムを、どことなく彷彿とさせる頭部を持つワルワルZ帝国戦闘ロボット。機体の色によって名前が違い、赤のデビル・ワルワルキングアーカ、青のデビル・ワルワルキングアーオ、緑のデビル・ワルワルキングミードリ、黒のデビル・ワルワルキングクーロの4体が存在する。
巨大戦艦の発進口から発進しており、4体が協力して放つ「びりびりネット」というビームの網でオモチャキッド・ロボを身動きできなくした。

## 背景
資金が無いのを発想で補うため、チープで楽しく、見る子供たちが、頭で理解するよりも感覚的に楽しんでもらえるよう、シリーズを通し、決して戦闘を行わないオモチャキッドでも、かっこいいスピード感のあるアクションシーンを目指し制作会議が行われ、軽快なテンポを大事にした細かいカット割りに力を入れて制作された。また、ザ・ドリフターズのような繰り返しの楽しさも狙い子供が真似しやすい「ガリガリ体操」や理不尽な「なぞなぞコーナー」といったお決まりの形式も取り入れている。一話あたり3分の映像に約120カットが使用され、ほとんどが1日で撮影された。
当時、監督の外山以外は他の仕事を持っていたため、ショーの練習などもメンバーの仕事が終わってから行われ、練習や衣装制作が深夜2時まで及ぶことはざらで、朝5時まで行うこともあった。
テレビゲーム、カードゲームなどデジタルなオモチャや、キャラクター玩具が浸透し、ジュースや菓子にもおまけで付いており、大人が先んじて考える限定品やレア物の収集なども増える反面、紙一枚からの手作りオモチャなど、昔ながらの手作りやアナログなオモチャ遊ぶ人が少なくなったことに対し、オモチャは本来、純粋に人と人が触れあいながら遊ぶものであり、絵を描く、お菓子を作る、山を歩くなど行ったこともない場所への探検も、広い意味で遊ぶことの楽しさではないかということを、オモチャキッドを通して伝えていけたらという考えが制作コンセプトのひとつになっている。
オモチャとは本来娯楽のもので日常生活を営むためには必要の無いものだが、オモチャで遊ぶことで心を豊かにしていけることから、オモチャ文化が発展して子供たちが自由にオモチャで遊ぶことが出来る国は平和の証でもあると考え、世界中の子どもたちはオモチャで遊ぶ権利があるという想いも、制作コンセプトのひとつになっている。
受験などの競争社会で元気そうに見えない子供は、オモチャで遊ぶことを忘れてしまっているのではないかという想いから、勉強をするのは大事なことだが、学歴のためではなく自分のための勉強も必要になって来るのではないかという想いも、制作コンセプトに繋がっている。
登場キャラクターも、それまでの一般的な主に男児未就学児を対象年齢とした特撮ヒーロー番組とは違い、ヒーロー、ヒロインだけでなく、ゴリラ、ロボット、宇宙人、美少女、怪獣、マスコットキャラクターとバラエティにとんだ個性豊かな様々なキャラクターが活躍することで、男児だけではなく女児から特撮マニアの大人まで幅広いターゲットを狙って制作されている。これには、世の中には考え方や話す言葉も人それぞれ異なる様々な人がいることから、言葉を交わし一緒に遊び楽しむことを通じて、世界中全ての人が、どんな相手でも、いつしか共感しお互いを理解しあえるようになってほしいという願いも込められている。
子供と接する機会が多かった監督の外山が、今の子どもは悩みやすく傷つきやすいのではないかという考えから、「楽しく、要領よく、たくましく」を子供たちに向けてのメッセージとするため、オモチャキッドは「楽しく生きる」、キャンディレディは「要領よく生きる」、ボウケンオーは「たくましく生きる」をテーマとして設定されている。
オモチャキッドは世間でいう鹿児島限定のご当地キャラクターを前提として生み出したわけではなく、日本中や世界中の様々な人たちがショーを見ているだけでも楽しめるようなエンターテイメント性のある、何の制約もかからない自分たちの思うままに演出できるヒーローを目指し制作していたこともあり、音楽の世界で言えば、路上から始めたアマチュアミュージシャンがメジャーを目指していくようなことが、キャラクターの世界でもできるのではないかという想いゆえ、このスタンスから外山は、「オモチャキッドはローカルヒーローではなく、むしろ、インディーズヒーロー」と語っていた。それゆえ、みんなで話し合った上で、ローカルヒーローとしてのテレビや雑誌の特集で取材申し込みは極力辞退していた。
後に外山は、ゆるキャラブームや、ネイガーなどによるローカルヒーローなど、地方発信のキャラクターが注目を浴びる中、オモチャキッドが日本で初めての帯番組での地方発信ヒーロー番組だったにもかかわらず、当時、金儲けや経営について頭に無かったがゆえに経済的な流れを生み出せなかったという想いがあり、薩摩剣士隼人の製作に繋がったと語っている。

## 人気
活動が地元のテレビ番組やニュースなどに取材された結果、2003年の夏には車体にオモチャキッドがプリントされたバスが鹿児島市の街を走り、同年にはおはら祭に合わせ側面にオモチャキッドたちのパネルが彩られた市電の花電車が街を走った。2004年11月24日に天文館周辺で行われた鹿児島市長選挙および市議会議員増員選挙・街頭啓発パレードにはオモチャキッド、キャンディレディ、プリンス・エンディミオン、ソル・マルス、パソコン君も参加したほか、オモチャキッドがパッケージになった米『カルシウム米オモチャキッド』も販売された。
MBCテレビでは深夜にオモチャキッドのメイキング映像も流され、夏休みにあたる2004年8月11日には11時から11時30分にかけ、第1期第1、2話、夏休み特別企画『オモチャキッドヨーヨー教室』、イベントなどでのオモチャキッド活躍の模様、視聴者へのビデオプレゼントで構成された『オモチャキッド夏休みスペシャル』も放送されている。また、オンエアされたテレビ番組は、第2期のDXから公式ホームページでインターネット配信され、アメリカ、カナダ、インド、オーストラリアなどからも視聴され、多い時で一日1000人以上に視聴されており、公式ホームページも番組開始直後の2004年6月時点でアクセス数1万を突破したほか、2004年12月からは、ダイエー鹿児島店1階中央プラザに備え付けられた大型テレビで、番組の映像が度々、繰り返し上映された。
テレビでは、現場に密着取材した特集を放送した2003年6月放送「窓をあけて九州」をはじめ、南日本放送の2004年7月27日放送「ウォッチ!かごしま」、ショー、練習風景、撮影風景、スタッフ、制作事務所、2004年7月に合併後も喜入町の良さ残そうと開催された「いきいき市」において鹿児島市商工会からイベントの目玉として依頼されたオモチャキッド一般参加公開ロケなどの密着取材を、2004年7月29日、2004年8月5日、2004年8月12日に放送し、2004年12月には、2004年8月下旬に行われた韓国MBCクルー密着取材の模様と2004年10月上旬に韓国MBCで放送された映像などを特集した『ざっ、めいきんぐofオモチャキッドPart9：アニョハセヨ!オモチャキッド編』を放送するなどオモチャキッドを数多く取り上げた南日本放送の深夜番組「mixx」などの他、ニュース番組でも、オモチャキッドが鹿児島市立病院を慰問した様子を報道した、2003年11月13日の南日本放送「MBCニューズナウ」、鹿児島テレビ放送「KTSスーパーニュース」をはじめ、多数の番組から報道された。
新聞では、カラー画像付で記事掲載された朝日新聞鹿児島版2003年11月14日付朝刊、「オモチャキッド、鹿児島市立病院に参上」と題し、画像付きで記事掲載された南日本新聞2003年11月18日付朝刊、「鹿児島産ヒーロー『オモチャキッド』番組作りのぞいたよ」と題し、ヤング欄に画像付きで撮影風景と編集の様子が記事掲載された南日本新聞2004年5月22日付朝刊、「合併後も喜入のよさ残そう『いきいき市』初開催」と題し、鹿児島市商工会がイベントの目玉として依頼したオモチャキッドロケの様子が画像付きで記事掲載された南日本新聞2004年7月19日付朝刊、オモチャキッドが児童福祉施設を訪問したボランティア活動の模様を、くらし欄に写真付きで記事掲載した南日本新聞2004年12月25日付朝刊、「郷土愛が生んだ地域のヒーロー、なぜか『南』が元気」と題し、カラー画像付で記事掲載された毎日新聞2005年6月29日付夕刊、「ローカルヒーロー『オモチャキッド』と『タネガシマン』大活躍」と題し番組の解説や監督である外山雄大のコメントが記事掲載された毎日新聞2005年7月1日付朝刊、読売新聞福岡・山口県版2005年11月26日付夕刊、読売新聞鹿児島版2005年11月29日朝刊など、多数報道された。
雑誌などでは、写真付きで掲載された、月刊URALA2004年3月号、TJカゴシマ2004年3月号のオススメ欄「日本列島タウン誌の旅 2県目/47」、Quanto2004年4月号57頁の「特集ニッポンのヒーロー」、「ベスト・オブ・コンテンツ2005」にDX1話がノミネートされたネットランナー2005年1月号、カラー記事で掲載された朝日ソノラマの宇宙船2005年5月号、2006年6月13日発売の週刊アスキー593号のほか、監督の外山雄大が制作秘話などについて語った2005年10月1日発行の市民フォト鹿児島No.102、12頁「クローズアップ オモチャキッドプロデューサー外山雄大さん」で紹介された。　

## キャスト
第1期第11話からはサンミュージック・アーティスト・アカデミー・鹿児島校の協力により同校の子役が出演しているほか、スタッフの家族ぐるみで撮影に参加することもあり、一般の協力者たちも出演している。

### オモチャキッド
- 前野弘和、外山雄大、佐土原由衣、竹原哲郎、岩崎裕行、瀬尾克徳、浜崎博文、増田昇市、仮屋彰二、前鶴文洋、谷口卓央、川元充和、竹下和行、野島英人、坂下寿代、楠崎隆行、黒坂剛士、ジェット、リカコ

### オモチャキッドDX
- 前野弘和、外山雄大、佐土原由衣、前鶴文洋、坂下寿代、増田昇一、竹原哲郎、仮屋彰二、岩崎裕行、原田英樹、稲盛高広、米山和江、瀬尾克徳、二瓶美加、久保ゆいな、中村ふうか、中村りんか、松下遥南、松下凌也

## 声の出演

### オモチャキッド
- 堀恵美子、浜崎博文、竹原哲郎、坂下寿代

## スーツアクター
スーツアクターは全て鹿児島の人が演じている。

## スタッフ

### オモチャキッド
- 原作・総監督: 外山雄大
- 監督: 外山雄大、大川内伸郎（鹿児島特撮映像研究団体）、長野泰英、浜崎博文、原田一岐（ZEST）
- 脚本: 外山雄大、大川内恵理、浜崎博文、ノリエ
- 音楽: 稲盛高広、shaider seo、CRUIER G-1
- 撮影: 外山雄大、長野泰英、浜崎博文、瀬尾克徳、上原義照、リカコ、坂下寿代、大川内伸郎（鹿児島特撮映像研究団体）、岩崎祐行（鹿児島特撮映像研究団体）、原田一岐（ZEST）、山口孝（ZEST）、米森成人（ZEST）、前田拓巳（ZEST）
- 撮影補助: ノリエ、原田英樹、坂下寿代
- キャラクターデザイン: 外山雄大
- デザイン協力: 原田英樹
- 美術造型: 前鶴文洋
- 制作: ノリエ
- ナレーション: 浜崎博文、原田英樹
- CGエフェクト・編集: デジタルデザインハマサキ、原田英樹
- オープニング映像: デジタルデザインハマサキ
- 記録: 稲盛高広
- 製作: アドベンチャー

### オモチャキッドDX
- 監督・演出: 外山雄大、長野泰英（2話のみ）
- 脚本: 外山雄大
- 絵コンテ・編集：原田英樹
- 音楽: 稲盛高広
- 撮影: 長野泰英、浜崎博文、若竹康文
- 美術造型: 前鶴文洋、外山雄大[16]
- キャスティング: 平野りえ
- 企画・著作・制作: アドベンチャー

## グッズ・関連商品

### 映像ソフト
イベントや関係者のホームページなどで販売された。2005年11月には15話まで収録された関係者配布プロモーション用DVDもPR用パンフレットも制作された。
| 巻数             | 収録話数   | 発売日    |
| ---------------- | ---------- | --------- |
| オモチャキッドDX | 1話 - 24話 | 2010年4月 |

### 関連CD
『決定盤!ローカルヒーロー大全集』
2007年12月12日発売。
オモチャキッドの主題歌「虹のプリズム」も収録されている、ローカルヒーローの主題歌が収録されたコンピレーションCD。
ちなみにCDが発売される半年以上前に、このコンピレーション企画の話が来た際、メールで送った仮歌の歌詞が、サンプル盤にそのまま掲載されたため、間違った歌詞が掲載されている。

## 関連楽曲
劇中では番組用に制作された様々な曲が使用された。なお、DX第16話「レッツ・シング!」ではDXの劇中で流れた歌が歌詞付きでダイジェスト放送された。

### 主題歌
虹のプリズム～オモチャキッドのテーマ～
作詞・作曲・歌: 稲盛高広
元々は地元テレビ局の番組にPR出演が初めて決まった時に、その登場BGMとして作られた歌。歌詞は、特撮ヒーローの歌にありふれた「○○キック○○パンチ」というような王道を行くフレーズをあえて避け、子供が初めてオモチャキッドを見た瞬間のイメージを想像して制作された。DXから虹のプリズムというタイトルが付けられた。

### 挿入歌
作曲は稲盛高広により行われた。歌モノは全てショーやテレビ用に間に合わせたもので、未完成のものも多かった。ちなみに番組には稲盛により、BGMも含め30秒から2分くらいまでの曲が約70パターン制作されている。
「ラブリーキャンディミュージック～キャンディレディのテーマ～」
歌: キャンディレディ
第1期では「キャンディレディのうた」と表記されていた。劇中では主にキャンディレディ登場シーンで使用された。
「あ～ゼウス軍団」
作詞・作曲: 浜崎博文、歌: エンディミオンと戦闘機械神
第1期においてゼウス軍団のシーンで使用。
「ガリガリたいそう～べんきょうしようよ～」
歌: プリンスガリベーン
DXの劇中でガリベーンがガリベンめがねを着用させ無理矢理躍らせるときのBGMとして使用された。稲盛が作曲を行う際はコルグ製シンセサイザーのプリセット音源に結構助けられたとのことで、「ボブの登場テーマ」ともども、そこから産まれている。
「Life is adventure～ボウケンオーのテーマ～」
DXでボウケンオーが活躍するシーンにおいて使用された。
「きみとハッピー～パッピーのテーマ～」
DXでパッピーが活躍するシーンにおいて使用。パッピー登場に合わせ、ごく短期間で制作と録音が行われた歌。打ち合わせに行った映像編集担当である原田英樹の家で、原田が書いた歌詞を見ながら稲盛が部屋にあったエレクトリックピアノを使い即興でコード弾きしながら思いついたものを携帯電話の音声メモに録音しながら作られた。最初は子供が合唱しているイメージで制作されており、歌は稲盛の妻に歌ってもらっている。
「オモチャキッド音頭」
作詞・作曲: 稲盛高広、歌: オモチャキッド、キャンディレディ
DX第9話「夏祭りは踊るぜ!!」において、その時点で登場していたDXのキャラクターが夏祭り会場の客と一緒に踊るシーンで使用された。お囃子はガ・リベーンが行っている。放送では、歌のタイトルや歌詞のテロップをカラオケ風にして制作された。音頭の制作経験が無い稲盛は制作に苦労するも、3日間で形にしなければならず徹夜作業で編曲のプログラムを行っている。

## 放送リスト

### オモチャキッド
制作側のミスで15話は存在していない。
| 話                   | タイトル                                  | 放送日       |
| -------------------- | ----------------------------------------- | ------------ |
| 第1話（1話パート1）  | 戦慄!狙われたオモチャマーケット           | 2004年4月7日 |
| 第2話（1話パート2）  | 参上!その名はオモチャキッド               | 4月21日      |
| 第3話（1話パート3）  | 激突!オモチャVSガリベン                   | 5月5日       |
| 第4話（1話パート4）  | 炸裂!オモチャハリケーン                   | 5月19日      |
| 第5話（2話パート1）  | 「いちごはうす」の少年                    | 6月2日       |
| 第6話（2話パート2）  | 子ども達の反乱                            | 6月16日      |
| 第7話（2話パート3）  | 男の戦い                                  | 6月30日      |
| 第8話（2話パート4）  | 炎のライバル                              | 7月7日       |
| 第9話（3話パート1）  | 子どもたちが危ない 急げ!紙芝居広場        | 7月21日      |
| 第10話（3話パート2） | 最強ロボが迫る!倒せ ゼウス軍団            | 8月4日       |
| 第11話（4話パート1） | お菓子大好き!キャンディレディよ（ハート） | 9月1日       |
| 第12話（4話パート2） | あま～い お菓子の その後で…（ハート）     | 9月15日      |
| 第13話（5話パート1） | 黄泉の国から（前編）                      | 9月29日      |
| 第14話（5話パート2） | 黄泉の国から（後編）                      | 10月20日     |
| 第16話（6話パート1） | プリンスの野望                            | 11月17日     |
| 第17話（6話パート2） | プリンスの欲望                            | 12月1日      |
| 第18話（6話パート3） | プリンスの願望                            | 12月8日      |
| 第19話（6話パート4） | プリンスの絶望                            | 12月15日     |
| 第20話（7話パート1） | リトルドリーム（前編）                    | 12月29日     |
| 第21話（7話パート2） | リトルドリーム（後編）                    | 2005年1月5日 |
| 第22話（8話パート1） | ZEUS新たなる力!                           | 1月19日      |
| 第23話（8話パート2） | ZEUSグレートフォーメーション              | 2月2日       |
| 第24話（8話パート3） | 行け!キッド・ロボ                         | 2月16日      |
| 第25話（8話パート4） | キッドVSゼウス宇宙大戦争?                 | 3月2日       |
| 第26話（9話パート1） | 地球最大の大決戦!!                        | 3月16日      |
| 最終話（9話パート2） | 心に虹を                                  | 3月29日      |
| SP                   | オモチャキッド夏休みスペシャル            | 8月11日      |
| SP                   | オモチャキッド総集編                      | 4月5日       |

### オモチャキッドDX
| 第0話  | オモチャキッドDX予告編         | 2005年4月19日 |
| 第1話  | DXは凄いぜ!!                   | 5月3日        |
| 第2話  | フラフープをまわすぜ!!         | 5月17日       |
| 第3話  | ホットケーキはうまいぜ!!       | 5月31日       |
| 第4話  | 宇宙人はヤバイぜ!!             | 6月14日       |
| 第5話  | パンダのロボだぜ!!             | 6月28日       |
| 第6話  | お絵かき大好きだぜ!!           | 7月12日       |
| 第7話  | 怪獣はデカイぜ!!               | 7月26日       |
| 第8話  | ゴリラのひみつだぜ!!           | 8月2日        |
| 第9話  | 夏祭りは踊るぜ!!               | 8月16日       |
| 第10話 | 幽霊はコワイぜ!!               | 8月30日       |
| 第11話 | 夏カゼをひいたぜ!              | 9月13日       |
| 第12話 | ピンクチェイサー               | 9月27日       |
| 第13話 | ファーストアドベンチャー（前） | 10月11日      |
| 第14話 | ファーストアドベンチャー（後） | 10月25日      |
| 第15話 | ムーンリバー                   | 11月1日       |
| 第16話 | レッツ・シング!                | 11月15日      |
| 第17話 | シークレットファイル           | 11月29日      |
| 第18話 | バーニングハート               | 12月20日      |
| 第19話 | ウィンターストーリー           | 2006年1月17日 |
| 第20話 | ディアフレンズ                 | 1月31日       |
| 第21話 | 襲来（アタック）               | 2月14日       |
| 第22話 | 激闘（バトル）                 | 2月21日       |
| 第23話 | 集結（パワー）                 | 3月7日        |
| 第24話 | 奇跡（ミラクル）               | 3月21日       |

## その他
- YouTubeでのアドベンチャー公式チャンネルでオモチャキッドDXが全話公開されている。
- DXでは番組の最後に子供が描いた似顔絵が紹介されるようになった。
- 第1期オモチャキッドは、PR版と題して第1話から第4話までの映像にオモチャキッドショーの活動などを納めた特典映像も収録したものをVHSビデオテープにて、オモチャリサイクルバザーなどのイベントで販売しており、鹿児島県内の保育園と幼稚園にも配布していたほか、フォーサイド・ドット・コム（現：フォーサイド）のPC向け有料動画配信サイトFor-Side TVで、試験的に映像配信も実施していた。
- 第1期オモチャキッドでは何度か、抽選で番組のビデオがプレゼントされた。第1回のビデオプレゼントでは、数名の当選者に対しオモチャキッドとエンディミオンに撮影クルーも含めた7、8人で自宅を訪問し、直接ビデオを届けており、その模様はテレビでも放送された。
- イベントなどでは、来場記念カードやOKバッヂが配布された。OKバッヂは2013年に薩摩剣士隼人オフィシャルショップ・ボッケモンランドでの販売も行われた。
- 制作スタッフブログには、スタッフ紹介、撮影やショーの制作秘話、スタッフの日常などのほか、宝の地図を元に探検を行ったOKバッヂを持った少年たちが持っていた7つ道具についての解説や[19]、ショーの効果音についての解説[20]、着ぐるみを被ると視界が20度も無く距離感が掴みにくくなるなどの体験談[21]なども掲載されている。
- 第1期第22～25話は、出水市内と、2004年7月の喜入町いきいき市でロケを敢行し、CGも駆使して半年にわたり制作された。
- 第1期最終回における最後に登場したオモチャキッドとエンディミオンのシーンは、天文館の交差点でゲリラロケを敢行して撮影された。。
- DX1話は派手にやろうということで、バスジャックシーンは幼稚園による協力の元、休園日にエキストラとして園児100人以上に参加してもらい、あきっぽい園児に配慮して、10分以上撮影に拘束しないで済むように3グループに分けてシーンごとに入れ替えて撮影された。園児が歌う童謡も日本音楽著作権協会に問い合わせて、著作権がかからない「かえるのうた」を選曲している。
- DXでは撮影スケジュールが確保できなかったことにより、熱を出したガ・リベーンが過去を回想する総集編の11話、撮影スケジュールが確保できない事態を想定して編集担当の原田英樹が主題歌、挿入歌をメドレー形式にして、今までの映像を繋ぎプロモーションビデオ風に作っておいた16話、ガリパン帝国がオモチャキッドの秘密を暴くと題し、福岡キャナルシティで行われたヒーローフェスタ2005などのイベントを撮影したドキュメント仕立ての17話が制作されている。
- DX11話はTHE BOOMの「なし」という歌が元ネタで、ベッドで寝ているシーンは、機動戦士ガンダムSEED DESTINYで多用されていた「アスランが怪我してベッドの中で回想するシーン」を狙い制作された。
- DX22話は、制作費がほとんど無い状態だったため、撮影用ミニチュアは鹿児島特撮映像研究団体制作『鹿児島の民家に帰ってきたウルトラマン』で使用した残りを流用しており、街のセットは、ありものの材料を使い造型した電柱2本だけを足している。劇中に登場したミニチュアの家は、すべて工作用紙でできており、重機も一部プラで制作した運転席窓、操作レバーなどを除き、ほぼ100%紙でできている[22]。
- ショーは時に主催者のニーズに合わせた環境保護やリサイクルなどのテーマでストーリーを制作し行っている。また、披露宴の余興などにも登場している。
- かごしまITフェスタ2012の薩摩剣士隼人ショーにはロボパンダーがパソコンダーというキャラクターとして登場した。
- 2016年6月には、オモチャキッドが操作キャラクターとして使用できる格闘ゲーム「薩摩剣士隼人ボッケモンバトラーズ2」のテスト版を用いたゲーム大会や、薩摩剣士隼人シリーズ「巨人伝説サツマジン」の披露を兼ねて鹿児島キャリアデザイン専門学校で行われたイベント「サツマ・ウォー」のショーにおいて、オモチャキッド、キャンディレディ、ガ・リベーン、ロボパンダーが出演。従来の商品や新グッズ、ボッケモンバトラーズ2に関連したグッズや隼人とのコラボグッズなど、オモチャキッドDXの商品も販売された。